# Invasion (album de Savant)
Pour les articles homonymes, voir Invasion.
Albums de Savant
ZION
(2014) Vybz
(2016)
Invasion est le treizième album du producteur d'electronic dance music norvégien Aleksander Vinter, et son onzième sous le nom de Savant.

## Liste des pistes[1]
| 1.      | Orphan                      | 5:29 |
| 2.      | Upgrade                     | 5:55 |
| 3.      | Invasion                    | 5:20 |
| 4.      | Pizza Power Alien           | 4:04 |
| 5.      | Trap Slut                   | 5:05 |
| 6.      | Change                      | 4:11 |
| 7.      | Pixel Bee                   | 6:19 |
| 8.      | Innocence                   | 4:04 |
| 9.      | Basement                    | 5:20 |
| 10.     | Colorblind                  | 5:44 |
| 11.     | Return                      | 4:20 |
| 12.     | 1997                        | 8:52 |
| 13.     | Broken                      | 6:32 |
| 14.     | Desperado                   | 5:34 |
| 15.     | Problematimaticalulatorture | 3:47 |
| 16.     | Massacre                    | 5:00 |
| 17.     | Killer                      | 5:39 |
| 18.     | Dreamscape                  | 9:00 |
| 1:40:24 |                             |      |